# Gino Di Procida
Gino Di Procida, pseudonimo di Luigi Scotto Di Minico (Napoli, 18 novembre 1939), è un cantante italiano.

## Biografia
Il suo nome d’arte è un omaggio alla sua località di nascita: il Monte di Procida. Dopo varie esibizioni nei night e nelle sale da ballo, nel 1960, trova buon successo alla Sagra del Mare di Procida, dove si esibisce con l’Orchestra De Angelis.
Nel 1963, firma un contratto discografico con l’etichetta Vis Radio di Aldo Scoppa ed incide il 45 giri “O ritrattiello”, cui segue “Nuttata ‘e sentimento” e “A ricetta ‘e Napule”, brani tratti dall’antico repertorio partenopeo. Trova, però, gran successo con il disco “O pianefforte”, motivo di Renato Carosone scartato dalla commissione di lettura del Festival della Canzone Napoletana.
Nel 1965, prende parte al 13º Festival della Canzone Napoletana dove, in abbinamento con Gloria Christian, interpreta la delicata “Veleno doce”. Nello stesso anno, debutta in televisione, partecipando al programma di Nelli e Vinti “Il guarracino” con Franco Sportelli e Carla Del Poggio, dove segue l’antica barcarola “Connola d’ammore”, mentre, l’anno successivo, prende parte alla Barca d’Oro, la due giorni della canzone italiana e napoletana organizzata dal mensile l’Eco della Ribalta, dove propone i motivi “Malanotte” e “Viene ca siente”, eseguiti in abbinamento con Mario Fiorini e Tony De Luca. Nello stesso periodo, trova un buon successo radiofonico con il 45 giri “E suonne d’oro”.
Nel 1967, partecipa il 15º Festival della Canzone Napoletana dove propone, in abbinamento con Lando Fiorini, la canzone “Troppa felicità”, eliminata in prima serata. Nello stesso anno, registra il 45 giri “Strignete a me” e realizza un intero album di classici napoletani. Ritorna, poi, al 17º Festival della Canzone Napoletana nel 1969 per eseguire, in abbinamento con Franco Ricci, il brano “St’ammore”, ultimo disco registrato per la Vis Radio. Poi, firmato con l’etichetta discografica Presence, prende parte al 18º Festival della Canzone Napoletana del 1970, dove propone, in duetto con Pina Iodice, la spiritosa “Dispietto pe’ dispietto”.
In questo periodo, si dedica all’antica melodia napoletana, incidendo l’album “Gino Di Procida e il Complesso I Pescatori”, nel quale sono racchiuse le più belle barcarole partenopee e, seguendo questo filone, registra il 33 giri “E lampadine”, dove sono presenti anche gli inediti “A dote” e “O carrarmato”.